# Ulrik I. Weimar-Orlamünde
Ulrik I.  Weimar-Orlamünde  (Udalrich I.)  († 6. marec 1070), grof Weimar-Orlamünde, je bil  mejni grof Kranjske (marke) med leti 1050/58-1070 ter tudi v  Istrski marki od leta 1045/60 do svoje smrti 1070, kakor tudi grof v Grofiji Weimar po letu 1067. V nekaterih virih se pojavlja tudi kot mejni grof (Spodnje)Koroške.

## Življenje in delovanje
Ulrikov oče je bil Poppo I. iz Weimarja, njegova mati pa Hadamut Istrska tudi imenovana Acika († po 1040), hči  grofa  Weriganda Istrsko-Furlanskega in  Willibirge, hčere Sieghardinškega grofa Ulrika Ebersberškega († 1029).
Kjub temu, da so grofje Ebersberški  leta 1045 izumrli, Ulrik ni bil uspešen v boju za dediščino. 
Ulrik, ki je bil podpornik Salijcev  in imel dobre odnose z Ogri, je svojo istrsko pokrajino leta 1063 povečal do Reke ("Meranije"); njegovi nasprotniki so bili Oglejski patriarhat in Benetke. Leta 1064 mu je cesar  Henrik IV.  v Istri podelil dodatnih 20 kraljevskih hub. Leta 1067 je umrl njegov stric Oton I. Weimarski po katerem je Ulrik podedoval naslov grofa Weimarja.

## Potomci
Iz zakona s Sofijo Ogrsko († 18. junij 1095) je imel naslednje potomce:
- Ulrik II. († 13. maj 1112), oo po 1102 z Adelheido iz Thüringena († 1146), hčerko grofa Ludwika Springerja,
- Poppo II. († 1098), mejni grof Istre (1096–1098), oo Richgard/Richardis († po 1130), hčerko  Engelberta I. Spanheimskega († 1096)
- Richardis, oo grof Otto II. von Scheyern († po 1110)
- Walburga
- Adelheid (* po 1065; † 1122), 1. ∞ Friderik II. Odvetik Regensburg († 1080/96), 2. ∞ Udalschalk I. grof v Lurngau (* um 1050; † 1115)